# Seznam srbskih vaterpolistov
Seznam [Srbi|srbskih]] vaterpolistov.

## A
- Milan Aleksić
- Marko Avramović

## Ć
- Aleksandar Ćirić
- Miloš Ćuk

## D
- Nikola Dedović
- Lazar Dobožanov
- Radomir Drašović

## F
- Filip Filipović

## G
- Živko Gocić

## I
- Danilo Ikodinović

## J
- Nikola Jakšić
- Viktor Jelenić

## K
- Miloš Korolija
- Nikola Kuljača

## L
- Đorđe Lazić

## M
- Dušan Mandić
- Nenad Manojlović
- Igor Milanović
- Branislav Mitrović
- Stefan Mitrović

## N
- Slobodan Nikić

## P
- Branko Peković
- Duško Pijetlović
- Gojko Pijetlović
- Dušan Popović
- Andrija Prlainović

## R
- Nikola Rađen
- Goran Rađenović
- Sava Ranđelović
- Strahinja Rašović
- Viktor Rašović
- Dimitrije Rističević

## S
- Mirko Sandić
- Dejan Savić
- Slobodan Soro
- Ognjen Stojanović

## Š
- Aleksandar Šapić
- Aleksa Šaponjić
- Denis Šefik
- Aleksandar Šoštar

## T
- Petar Trbojević

## U
- Nemanja Ubović
- Dejan Udovičić
- Vanja Udovičić

## V
- Jugoslav Vasović
- Nemanja Vico
- Vladimir Vujasinović

## Z
- Predrag Zimonjić